# Heinz Nink
Heinz Nink (* 11. März 1931) ist ein deutscher Tischtennisspieler. Er wurde 1961 mit Borussia Düsseldorf deutscher Mannschaftsmeister.

## Werdegang
Heinz Nink spielte seine gesamte Karriere für einen einzigen Verein, für Borussia Düsseldorf. Sehr stark war sein Angriff mit der Rückhand. Mehrmals nahm er an Deutschen Meisterschaften teil. Seinen ersten großen Erfolg feierte er 1956 im Mixed mit Helene Klonisch, als das Duo deutscher Vizemeister wurde. 1958 wiederholten Nink und Klonisch diesen Coup und wurden erneut Zweiter.
Größte Aufmerksamkeit erzielte er im Mai 1961, als die Herrenmannschaft von Borussia Düsseldorf erstmals deutscher Meister wurde. Beim 8:8 im Endspiel gegen TTC Mörfelden siegte Düsseldorf durch das bessere 19:18-Satzverhältnis. Als einziger Spieler gewann Heinz Nink in diesem Finale alle vier Spiele, zwei im Einzel (gegen Horst Hiebsch und Hubert Nock) und zwei im Doppel (mit Walter Hafner) und trug somit maßgeblich zum Gewinn der Meisterschaft bei.
Heinz Nink hat eine Tochter und einen Sohn, mit dem er zusammen als Maler seinen Lebensunterhalt verdiente.